# Mollières (Cesana Torinese)
Mollières (Molieras [muˈljeraː] in occitano) è una frazione (che fino al 1928 era comune) di Cesana Torinese. Vi si parla occitano, oltre all'italiano e al piemontese.

## Geografia fisica

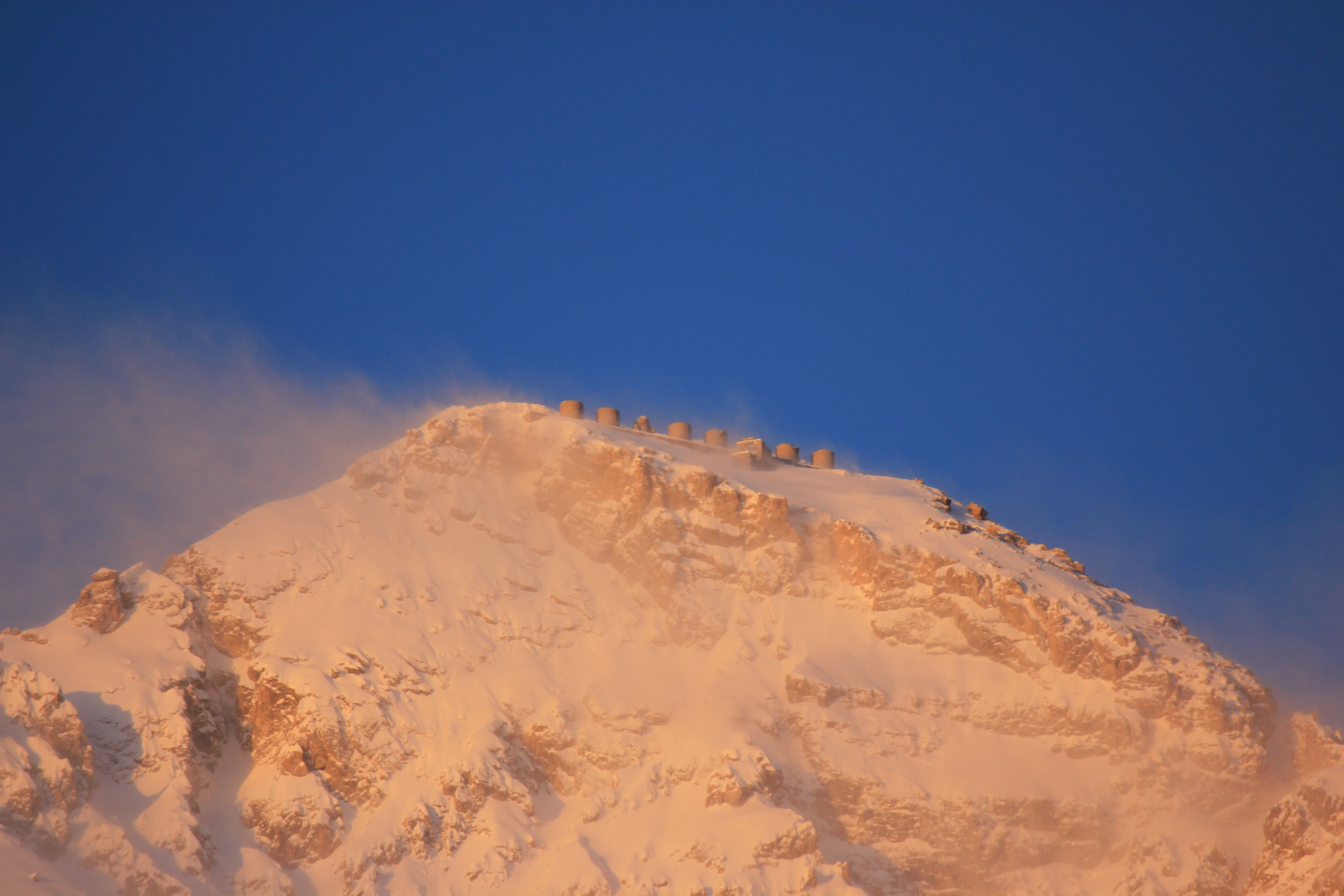
Monte Chaberton all'alba visto da Mollières

Il territorio appartenente alla frazione  copre un'ampia parte (in direzione Nord) dell'attuale territorio comunale.
Sebbene attualmente non vi siano demarcazioni di confine, in passato si presume che l'abitato si estendesse al di là della Dora Riparia e quindi raggiungesse parte del Bosco dello Chaberton (S-W); mentre i confini con Solomiac, Cesana e San Sicario borgo venivano determinati in base alla presenza di barriere naturali e/o strade: l'attuale ponte che congiunge Solomiac a Mollières era da considerarsi fino agli anni trenta zona di confine tra i due comuni. Lo stesso valeva per San Sicario Borgo, il cui confine è in corrispondenza del Rio Envers. I terreni ove sorge la località sciistica di San Sicario (detta comunemente Sansicario Alto) pertanto un tempo erano terreni del comune di Mollieres.

### Geologia
La zona è caratterizzata da una eterogenia di rocce. I metamorfismi regionali molto diffusi nella regione sotto forma di Calcescisti sono rocce che non vengono coltivate (estratte) perché molto tenere. Oltre ad essi vi sono anche delle rocce sedimentarie carbonatiche (Dolomie) e sedimentarie clastiche (sabbie e argille in particolare nella zona della Dora).

### Clima
Il clima di Mollières è quello tipico Alpino caratterizzato da estati miti e inverni freddi.
Le precipitazioni tra Novembre e Aprile sono quasi sempre nevose, e le precipitazioni tra Aprile e Ottobre sono quasi sempre piovose; ma ci sono stati anni in cui ha nevicato in estate inoltrata ad Agosto.

### Festività
Il santo patrono di Mollières è Sant'Antonio Abate. Ogni anno il 17 Gennaio, per tale ricorrenza viene celebrata la Santa Messa presso la cappella di Sant'Antonio Abate, sita sulla piazza del Paese.
Il 12 agosto si celebra la Festa di Mollières. Tale festa, fortemente voluta da alcuni abitanti, viene concepita con l'intento di festeggiare il villaggio, che apre le sue porte ai turisti e villeggianti (oltre che alla gente autoctona) rilanciando così la sua immagine.

## Monumenti e luoghi d'interesse
Nella frazione si rilevano edifici ed elementi architettonici di grande valore artistico: vicino all'attuale piazza del paese (nei pressi della Maison Guiot) si erge il modesto complesso architettonico della cappella di Sant'Antonio Abate, patrono della borgata. Essa venne edificata verso la seconda metà del XIX secolo e fino a pochi anni fa veniva aperta ai visitatori e agli abitanti in determinate occasioni, quali ad esempio la festa patronale, celebrata il 17 gennaio o durante i rosari recitati in onore dei defunti.
Dal punto di vista architettonico, di notevole interesse è la parte anteriore della cappella (direzione S-W): il pronao. Esso è composto da due archi che sostengono una volta a crociera sorretta da due colonne tuscaniche.
La pianta dell'edificio è rettangolare e l'interno svela una navata che termina in prossimità del fronte absidale. La parte della struttura rivolta verso S-W presenta anche un registro superiore. Contigua alla chiesa, la fontana di Mollieres del 1888 è sicuramente una delle opere più belle dell'intero comune di Cesana Torinese. Essa è realizzata con ofiolite e scisti verdi provenienti da Bousson (marmo verde).
Sempre nei pressi della fontana vi sono l'antico forno e la scuola (ora atelier di cucito). Di interesse storico vi è il monumento ai caduti, dedicato ai caduti nel primo conflitto mondiale '15-'18. Si tratta di un muro ornato alla base con una serie di elementi floreali, mentre la parte superiore è costituita da una lapide recante la scritta Mollieres Ai suoi figli caduti per la patria e seguita dai nomi delle vittime.

## Cucina
La cucina storica è assolutamente povera e per lo più a base di ortaggi. Tra le specialità principali meritano cenno le ghinefle, le quaiètte, i goffres (o goffri in piemontese), la torta di carote rosse, i violet trifulà, la leicha du rat.

## Galleria d'immagini

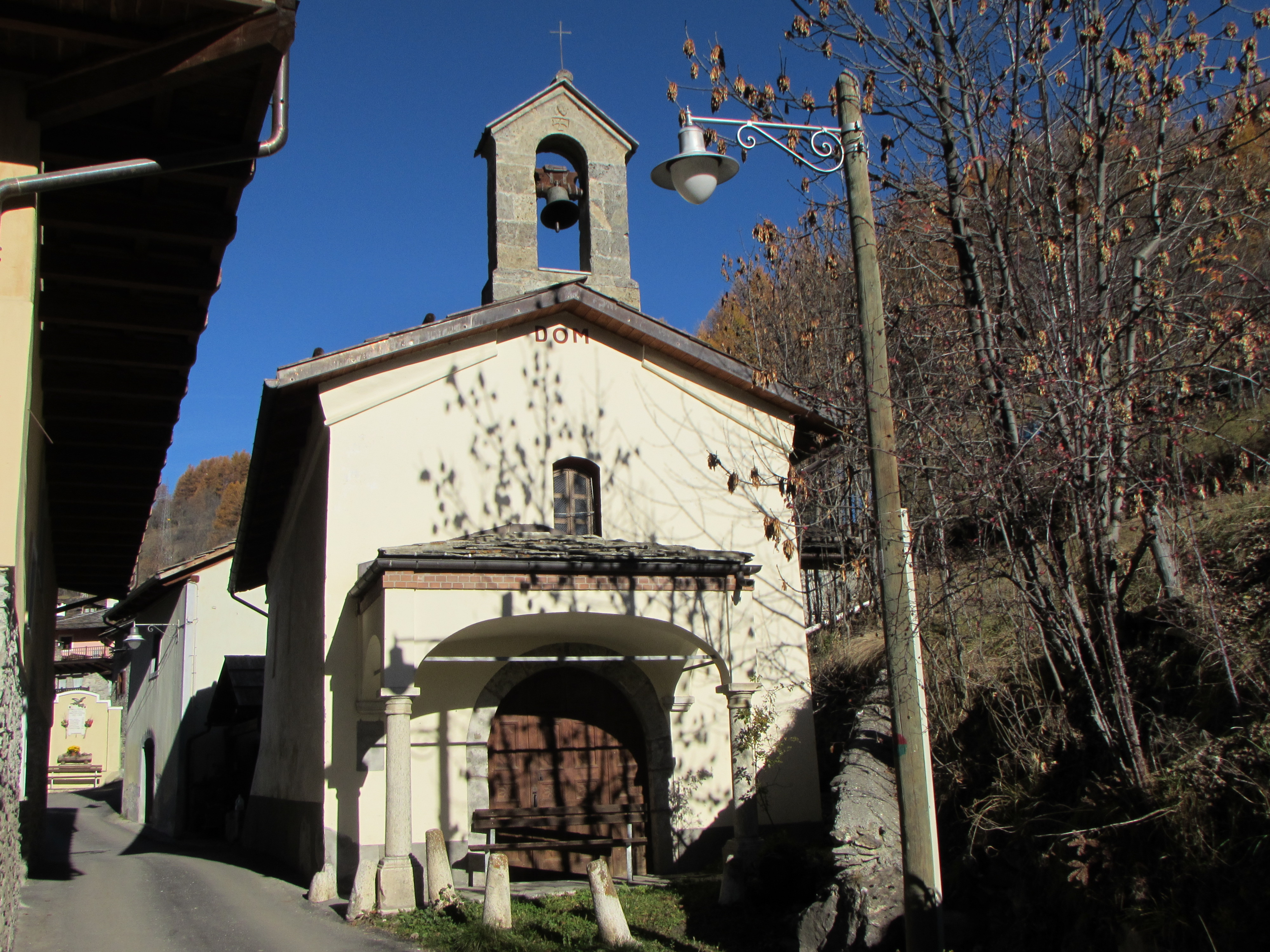
Veduta Cappella Sant'Antonio
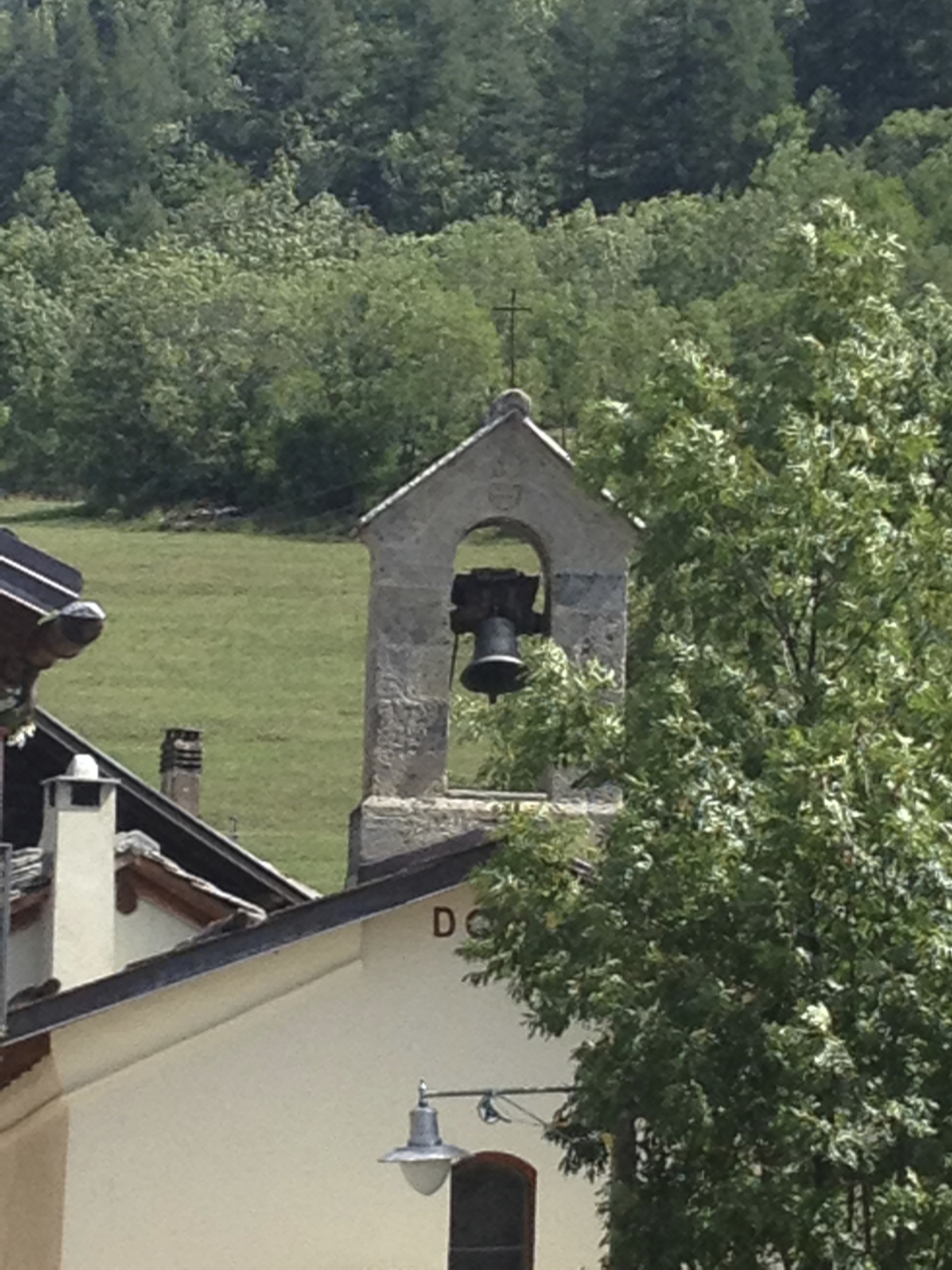
Particolare del Campanile
Facciata Chiesa
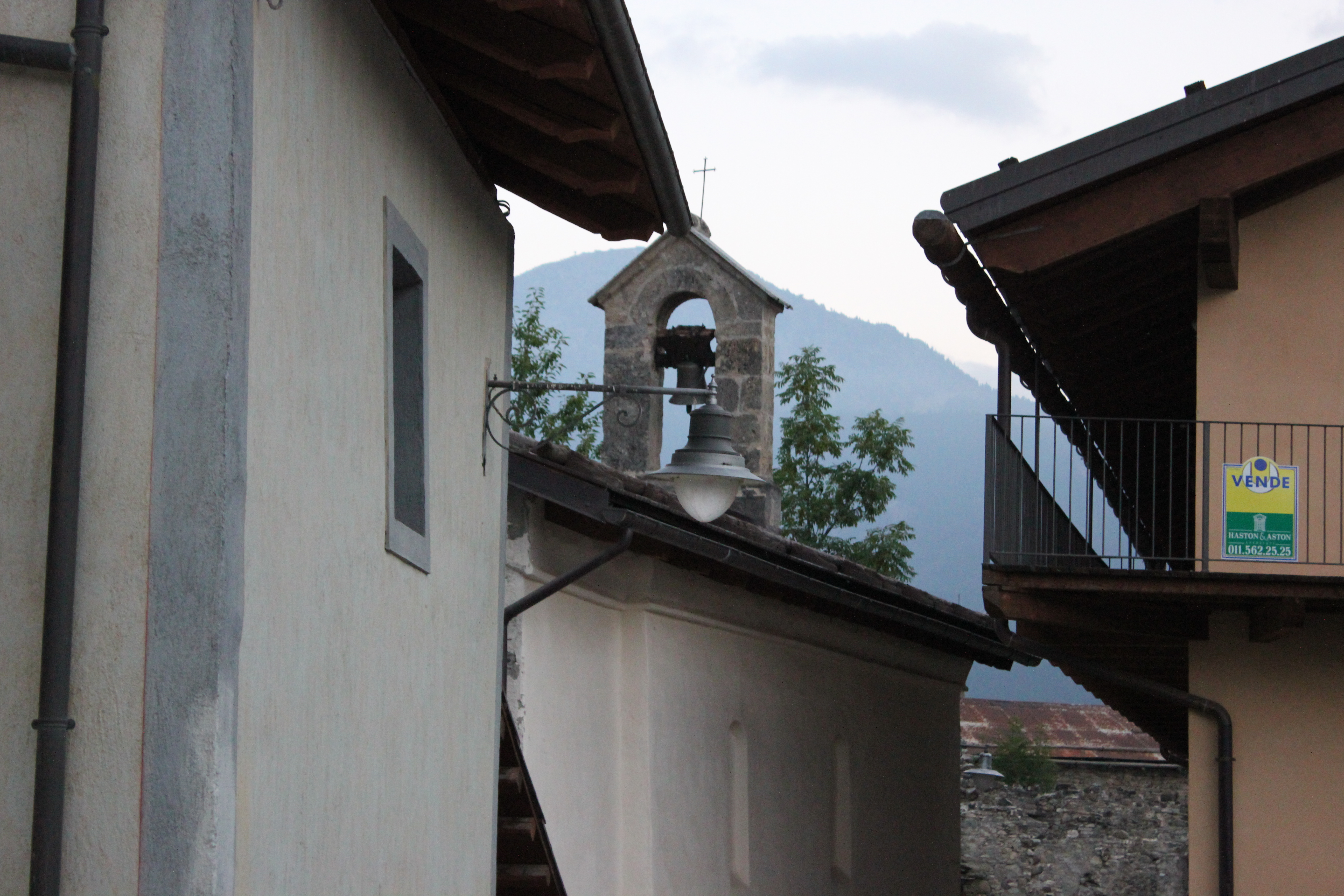
Forno comunale e Atelier. Campanile sullo sfondo
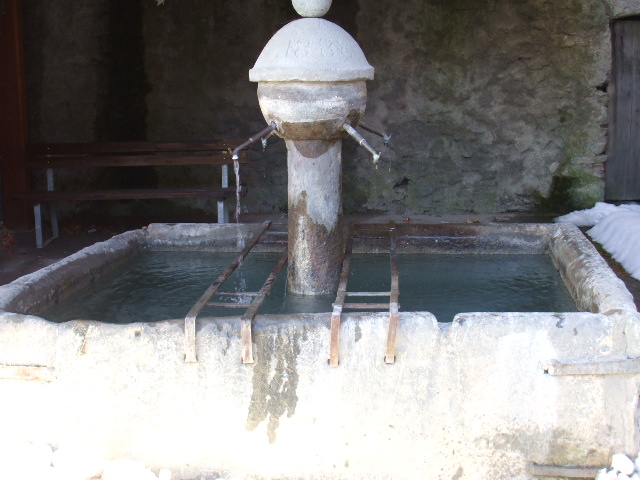
Fontana
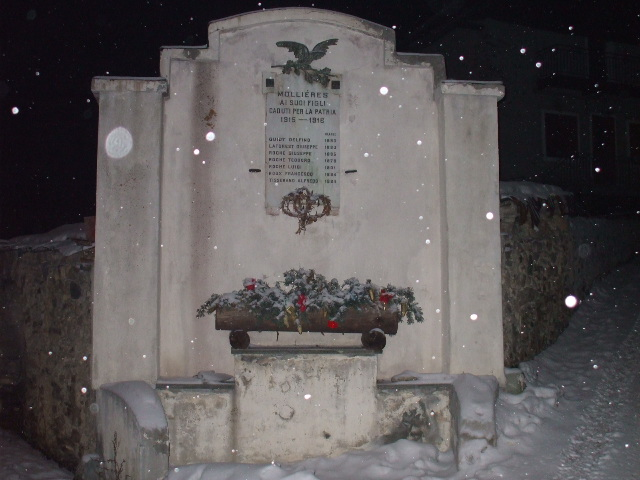
Monumento ai caduti